# Književnost u 1609.
◄◄ | ◄ | 1606. | 1607. | 1608. | 1609.  | 1610. | 1611. | 1612. | ► | ►►
Arhitektura • Astronomija • Glazba • Kazalište • Kiparstvo • Knjige • Književnost • Kršćanstvo • Medicina • Politika • Pravo • Promet • Slikarstvo • Znanost
Književnost u 1609.

## Hrvatska i u Hrvata

### Rođenja
- 17. travnja – Juraj Habdelić, hrvatski katolički svećenik, isusovac, duhovni pisac, propovjednik i leksikograf († 1678.)

## Vanjske poveznice
|  | Zajednički poslužitelj ima još gradiva o temi Književnost u 1609. |